# Aventura (Flórida)
Aventura é uma cidade localizada no estado americano da Flórida, no condado de Miami-Dade. Foi incorporada em 1995.
Muito do que mais tarde se tornaria a cidade de Aventura foi planejada durante os anos 1970 pela Turnberry International Realty como uma área residencial de alto padrão e algumas das maiores torres de condomínio de Miami estão localizadas lá. Aventura é também lar do Aventura Mall, desenvolvido e pertencente à Turnberry. O enorme sucesso do centro de compras encorajou um explosivo crescimento na área, e em 1995, a cidade de Aventura emancipou-se.

## Geografia
De acordo com o United States Census Bureau, a cidade tem uma área de 9,1 km², onde 6,8 km² estão cobertos por terra e 2,2 km² por água.

### Localidades na vizinhança
O diagrama seguinte representa as localidades num raio de 8 km ao redor de Aventura. 

## Demografia
Segundo o censo nacional de 2010, a sua população é de 35 762 habitantes e sua densidade populacional é de 5 210,49 hab/km². É a quinta cidade mais densamente povoada da Flórida. Possui 26 120 residências, que resulta em uma densidade de 3 805,66 residências/km².